# Чуб земли
«Чуб Земли» — роман Макса Фрая, первая книга серии «Хроники Ехо».

## Сюжет
Книга включает в себя истории двух людей: сэра Макса и леди Меламори Блимм. Они сидят в «Кофейной гуще», болтают с Франком, хозяином трактира, а прислуживает им Триша, в прошлом пестрая кошка. Триша больше всего на свете любит истории. Какова же была её радость, когда она узнала что будет история, и по-видимому, не одна. Первый рассказ называется «Чуб земли», второй — «Туланский детектив».

### «Чуб земли»
Макс Фрай рассказывает про удивительную поездку с Королём Гуригом Восьмым на остров Муримах, куда монарх повез их чтобы провести ритуал задабривания Земли.

### «Туланский детектив»
А Меламори про тот год, когда Макс Фрай уже попал в Тихий город. К ним приехал парень из Тулана с не особо интересным делом: у них умерла старушка и детектив решил, что ей помогла подушка на которой она спала.